# Mười hai tông đồ Cao Đài
Mười hai tông đồ Cao Đài hay mười hai đệ tử đầu tiên của Đức Cao Đài là một nhóm người được xem là những tín đồ đầu tiên của đạo Cao Đài. Tên các tín đồ này được lưu truyền qua bài thơ được xem là cơ giáng của Cao Đài vào ngày 21 tháng 2 năm 1926. (mùng 9 tháng Giêng Bính Dần- ngày Vía Trời theo dân gian Việt Nam- mà Đạo Cao Đài gọi là ngày Vía Đức Chí Tôn, Đức Ngọc Hoàng Thượng Đế) Hầu hết các tín đồ đều là những người đóng vai trò rất quan trọng trong việc hình thành và phát triển tổ chức Hội Thánh Cao Đài.

## Xưng danh của các tín đồ đầu tiên
Bài thơ giáng như sau:
CHIÊU, KỲ, TRUNG độ dẫn HOÀI sanh,
BẢN đạo khai SANG, QUÝ, GIẢNG thành,
HẬU, ĐỨC, TẮC, CƯ Thiên Địa cảnh,
Hườn, Minh, Mẫn đáo thủ đài danh.
Các tín đồ đấy bao gồm:
1. Ngô Văn Chiêu dự phong Giáo Tông.
2. Vương Quang Kỳ Thiên phong Thượng Giáo sư.
3. Lê Văn Trung Thiên phong Thượng Đầu Sư.
4. Ngyễn Văn Hoài.
5. Đoàn Văn Bản
6. Võ Văn Sang
7. Cao Hoài Sang Thiên phong Thượng Sanh HTĐ.
8. Lý Trọng Quý
9. Lê Văn Giảng
10. Nguyễn Trung Hậu Thiên phong Bảo Pháp HTĐ.
11. Trương Hữu Đức Thiên phong Hiến pháp HTĐ.
12. Phạm Công Tắc Thiên phong Hộ pháp chưởng quản HTĐ.
13. Cao Quỳnh Cư Thiên phong Thượng Phẩm HTĐ.

Trong bài thơ nêu tên 13 tín đồ, trong đó có tên của 2 ông Võ Văn Sang và Cao Hoài Sang cùng giáng 1 chữ. Ngoài ra còn có tên Hườn, Minh, Mẫn là ba nhân sĩ trí thức tham dự buổi cầu cơ.